# Paper Planes
Paper Planes är en låt framförd av den lankesisk-brittiska artisten M.I.A., utgiven som den tredje och sista singeln från hennes andra album Kala den 11 februari 2008. Den skrevs av M.I.A. och Diplo och bygger på en sampling av The Clashs låt "Straight to Hell".
Låten spelas i dramafilmen Slumdog Millionaire från 2008.

## Musikvideo
Låtens musikvideo filmades under en dag i december 2007 vid Bedford-Stuyvesant, New York. Den regisserades av Bernard Gourley.